# Dekanat Siedliszcze
Dekanat Siedliszcze – jeden z 28 dekanatów w rzymskokatolickiej archidiecezji lubelskiej. Dekanat został utworzony w 1992 roku.

## Parafie
W skład dekanatu wchodzi 10 parafii:
- parafia św. Józefa – Cyców
- parafia św. Judy Tadeusza Apostoła – Dorohucza
- parafia św. Apostołów Piotra i Pawła – Kanie
- parafia św. Małgorzaty – Olchowiec
- parafia św. Jana Chrzciciela – Pawłów
- parafia NMP Częstochowskiej – Siedliszcze
- parafia Niepokalanego Serca NMP – Syczyn
- parafia św. Bazylego – Świerszczów
- parafia MB Ostrobramskiej i św. Wojciecha – Wierzbica
- parafia Najświętszego Serca Pana Jezusa – Wola Korybutowa

## Sąsiednie dekanaty
Chełm – Zachód, Hańsk (diec. siedlecka), Krasnystaw – Zachód, Łęczna, Piaski